# TOKYO STAR
『TOKYO STAR』（トウキョウ・スター）は、日本のシンガーソングライター・加藤ミリヤの3枚目のオリジナル・アルバム。2008年4月2日にSony Music Records内のレーベルMASTERSIX FOUNDATIONから発売された。

## 概要
2ndアルバム『Diamond Princess』から約1年ぶりのリリース。

前作以降にリリースされたシングル4曲に加え、カップリング曲含む全15曲が収録。なお、9thシングル『My Girl feat.COLOR』は収録されず、カップリング曲である『Better days -sweet love side-』のソロヴァージョンが収録されている。初回生産限定盤にはDVDが付属。なお、初回生産限定盤に限っては現在、入手困難となっている。
今作より、初回生産限定盤と通常盤の2形態でリリースされた。
このアルバムのリード曲は「最後のI LOVE YOU」であり、2008年4月1日からCD未音源化となっているアコースティック・ヴァージョン「最後のI LOVE YOU Acoustic Ver.」の着うたが先行配信された。同年9月に発表したシングル『SAYONARAベイベー/恋シテル』の初回生産限定盤DVDには、同音源のミュージック・ビデオが収録されている。
このアルバムを引っさげて、自身初となるワンマンツアー「SAMOURAI WOMAN Vanity presents 加藤ミリヤ TOKYO STAR Tour 2008 supported by Kawi Jamele」に乗り出す。

## 収録曲

### CD
1. LALALA feat. 若旦那（湘南乃風） (7:20)
作詞：Miliyah、 若旦那 from 湘南乃風 / 作曲：Miliyah、若旦那 from 湘南乃風、MINMI / 編曲：MINMI
  - 11thシングル (両A面1曲目)
2. 19 Memories (5:49)
作詞：Miliyah、Tetsuya Komuro / 作曲：Miliyah、Tetsuya Komuro / 編曲：Shingo.S
  - 12thシングル表題曲
  - 安室奈美恵の楽曲「SWEET 19 BLUES」をサンプリング。
  - テレビ東京系「流派-R」オープニング・テーマ
  - dwango着うたCMソング
3. Better days -sweet love side- (4:41)
作詞：Miliyah / 作曲：童子-T, Shingo.S, Miliyah / 編曲：3rd Productions
  - 9thシングルカップリング曲
  - 童子-T「better days feat. 加藤ミリヤ、田中ロウマ」名義で発表したシングルのソロヴァージョン。
4. You Go Your Way (4:50)
作詞：Miliyah / 作曲：Miliyah / 編曲：YANAGIMAN
5. Kiss
作詞：Miliyah / 作曲：Miliyah / 編曲：Tomokazu“T.O.M”Matsuzawa
6. Love is... (4:55)
作詞：Miliyah / 作曲：Miliyah / 編曲：3rd Productions
  - 10thシングル表題曲
  - 毎日放送・TBS系アニメ「地球へ…」エンディング・テーマ
  - テレビ東京系「流派-R」エンディング・テーマ
7. 最後のI LOVE YOU (4:33)
作詞：Miliyah / 作曲：Miliyah / 編曲：3rd Productions
  - 1stデジタルシングル（オリジナルヴァージョン）
  - アルバムリード曲
8. Just Wanna Have Fun (3:58)
作詞：Miliyah / 作曲：Miliyah / 編曲：3rd Productions
9. TOUGH (3:24)
作詞：Miliyah / 作曲：Miliyah / 編曲：JEFF
10. Young Lady (5:11)
作詞：Miliyah / 作曲：Miliyah / 編曲：THE COMPANY
11. サヨナラ (4:21)
作詞：Miliyah / 作曲：Miliyah / 編曲：3rd Productions
12. U gatta understand (4:58)
作詞：Miliyah / 作曲：Miliyah / 編曲：Tomokazu“T.O.M”Matsuzawa
13. 愛は変わらず (5:38)
作詞：Miliyah / 作曲：Miliyah / 編曲：CRO-MAGNON
14. FUTURECHECKA feat. SIMON, COMA-CHI & TARO SOUL (4:35)
作詞：Miliyah / 作曲：SIMON、COMA-CHI、TARO SOUL、Maurice White / 編曲：3rd Productions
  - 11thシングル (両A面2曲目)
  - ZEEBRA & DJ KEN-BOの楽曲「PARTEECHECKA」をサンプリング。
  - テレビ東京系「流派-R」オープニング・テーマ
15. Tokyo Star (3:29)
作詞：Miliyah / 作曲：Miliyah / 編曲：JEFF

### 初回生産限定盤DVD
| #  | タイトル                                                                    | 作詞 | 作曲・編曲 |
| -- | --------------------------------------------------------------------------- | ---- | ---------- |
| 1. | 「LALALA feat. 若旦那（湘南乃風） -Music Video Short Movie Version-」       |      |            |
| 2. | 「LALALA feat. 若旦那（湘南乃風） -Music Video Miliyah's Premium Version-」 |      |            |
| 3. | 「19 Memories -Music Video-」                                               |      |            |
| 4. | 「making of music video 19 Memories」                                       |      |            |